# See See Rider
«See See Rider», также «C.C. Rider», «See See Rider Blues» или «Easy Rider» — американская блюзовая песня, записанная в 1924 году Ма Рейни и Леной Арант.
«See See Rider» считается одной из самых важных песен, записанных Ма Рейни, считающейся «матерью блюза». В ней присутствуют отсылки к «чёрному водевилю», театральным выступлениям афроамериканцев конца XIX века, а также строчкам песни «Poor Boy Blues» блюзового исполнителя Уилларда Томаса. Названием песни стало выражение «see see rider», означавшее любовника или ловеласа.
Ма Рейни исполняла эту песню на своих концертах ещё в 1917 году, часто завершая ею свои выступления. Блюзовая певица пела её под аккомпанемент своего джазового коллектива Georgia Jazz Band, в состав которого входили Луи Армстронг (корнет), Чарли Грин (тромбон), Бастер Бэйли (кларнет), Флетчер Хендерсон (фортепиано) и Чарли Диксон (банджо). В 1924 году она записала эту песню вместе с Леной Арант. Двумя годами позже песню выпустил американский блюзмен Блайнд Лемон Джефферсон под названием «Corinna Blues». Считается, что Джефферсон исполнял её в промежутке между 1912 и 1917 годами дуэтом с блюзовым гитаристом Ледбелли.
Позже песню записывали Ви Би Буз (1943; его версия заняла 1-е место в негритянском хит-параде «Биллборда»), Биг Билл Брунзи, Миссисипи Джон Хёрт, Ледбелли, Пегги Ли, Джерри Ли Льюис, Рэй Чарльз, Чак Берри, Лонни Джонсон (1963), The Music Machine, The Everly Brothers, The Animals (1966), Джанис Джоплин, The Grateful Dead и др. Элвис Пресли исполнял песню в начале большинства своих концертов, начиная с 1970 года. Её можно услышать на концертных альбомах On Stage (1970), Aloha From Hawaii (1973), Elvis in Concert (1977) и др.